# Église Saint-Nicolas-Naberejnaïa
L'église Saint-Nicolas-Naberejnaïa (ou église Nicolas Morkova) (littéralement église de Nicolas-au-quai) (en russe : Николо-Набережная церковь ou Николы Мокрого) est une église orthodoxe de l'éparchie de Mourom, patriarcat de Moscou et de toutes les Russies, qui se trouve dans la ville de Mourom, oblast de Vladimir (rue Plékhanova, 27а). La ville de Mourom se situe à 300 km à l'est de Moscou et à une centaine de km à l'est de Vladimir. Mourom n'est pas sur l'anneau d'or de Russie mais à proximité de celui-ci. 
L'église est située sur la hauteur de la rive de l'Oka. Plus bas, au pied d'un rocher, coule une source, où selon la légende Saint-Nicolas apparut plusieurs fois miraculeusement. Plus loin dans un ravin se trouve une chapelle en l'honneur de l'icône de la Vierge Marie « source de vie ». Du pied de l'église la vue est dégagée vers l'Oka et sa vallée.

## Histoire
La première mention de l'existence de l'église date de la première moitié du XVIe siècle: « À Mourom dans un bourg à l'écart de la ville et de la cour du Tsar et du Grand Prince… ». Au XVIe siècle l'église possédait deux chapelles : celle du Saint-Martyr-Théodore et celle des Saints-Cosme-et-Damien.
À proximité, se trouvait également une église en bois dédiée aux saints Savvaty et Zosime de Solovki. Une mention de l'église de Saint-Nicolas est contenue dans le livre du Scribe de Mourom vers 1636-1637 où les églises sont dénommées : « édifices du souverain ».

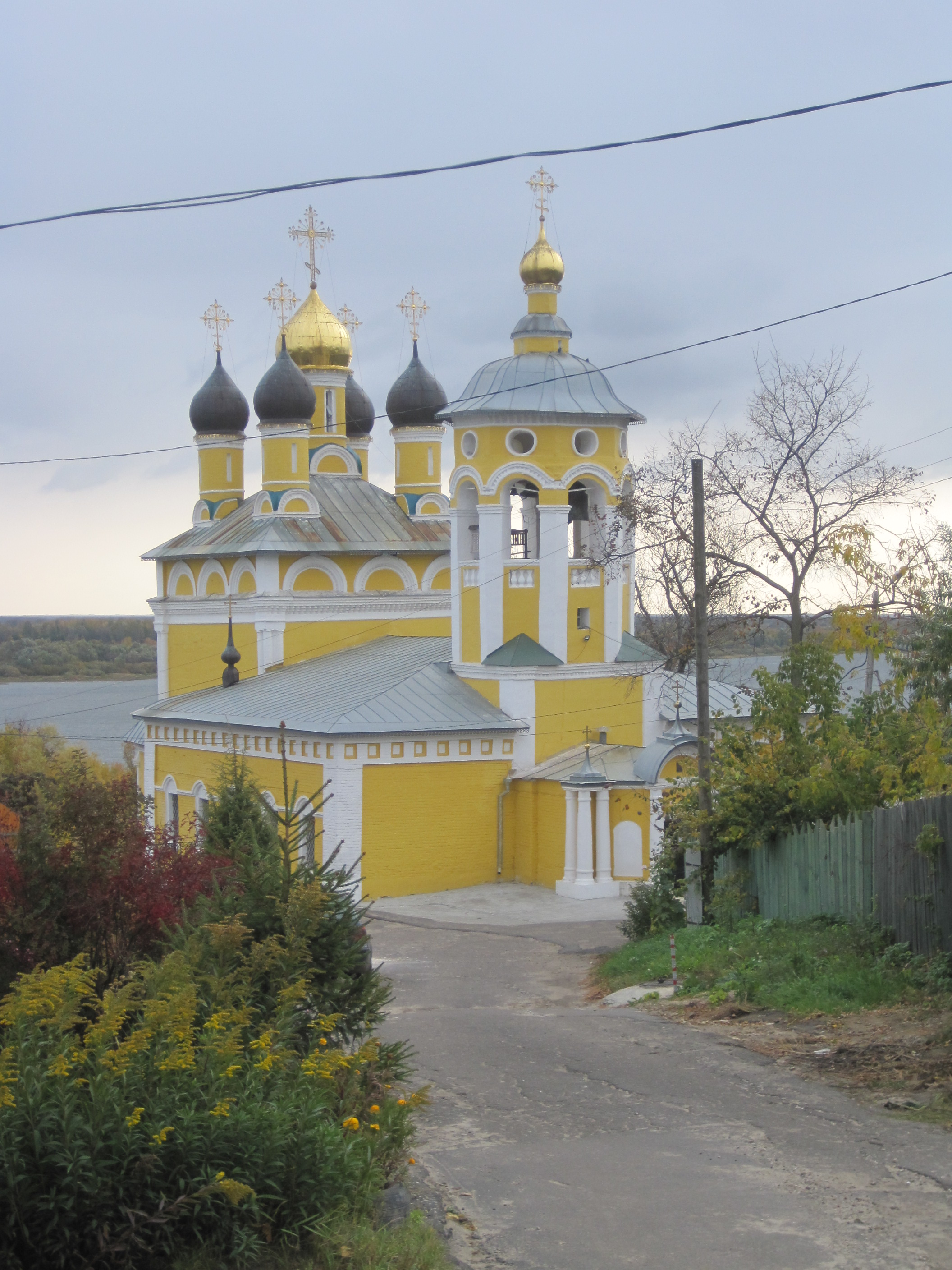
Église Saint-Nicolas à Mourom

En 1700 débuta la construction de l'église en pierre de Saint-Nicolas. C'est le prêtre  Dimitri Christophore de Moscou qui dirigea les travaux en souvenir de son père archiprêtre de la paroisse dans l'édifice précédent. Le sort de ce dernier n'est pas connu. En 1707 furent obtenues les autorisations de construire et en 1714 l'iconostase était installée dans la nouvelle église. En 1717 le célèbre peintre d'icône, Alexandre Kazantsev (Ostafev), réalisa un tableau des douze sybilles, prophétesses de l'Incarnation de Jésus-Christ. Ces sibylles sont traitées de manière un peu légère par rapport aux représentations du siècle précédent habituellement plus sévères. En 1717 l'église fut consacrée.

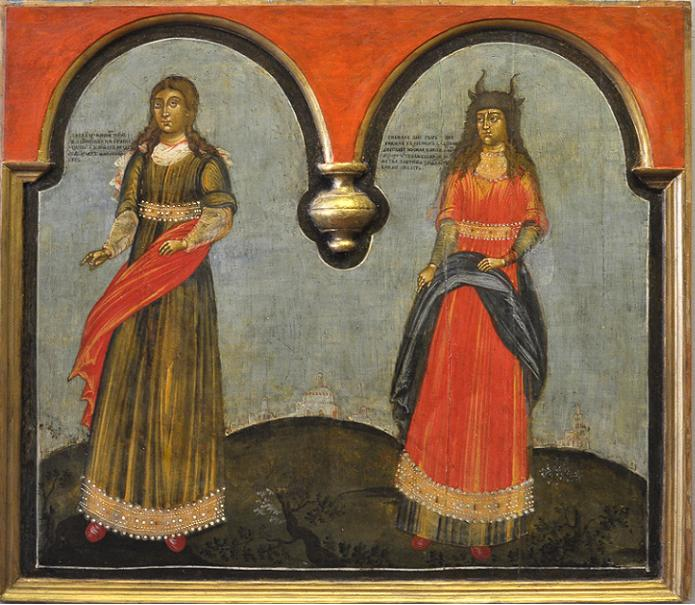
Les sibylles Persica et Tiburtina (1715)

En 1803 furent ajoutés un réfectoire avec une chapelle dédiée à la Pentecôte et au Saint-Esprit, et en 1847 une nouvelle chapelle fut également construite en l'honneur de saint Vlassia, le patron des animaux. C'est pourquoi au rang des donateurs se trouvait Ouchakov de Souzdal, marchand de bestiaux
L'église fut fermée en 1940. En 1950-1960 elle fut transformée en poulailler artisanal. À la fin des années 1960, elle fut transformée en annexe du musée de la ville de Mourom. Des expositions y furent organisées qui étaient consacrées à la rivière Oka et à des sculptures en bois (toute la collection de sculptures était conservée au musée à cette époque). Puis durant les années qui suivirent l'édifice demeura vide.
En 1991 l'église fut transférée à l'éparchie de Vladimir et Souzdal et dans le patrimoine du patriarcat de Moscou et de toutes les Russies pour l'enrichissement  de la vie liturgique. Le 9 juillet 1993 les reliques de saint Julien Lazarevski furent transférées dans l'église qui devint un sanctuaire dédié à ce saint. L'église est ouverte au culte.
Avant la révolution il y avait dans l'église une icône du XIVe siècle vénérée comme étant miraculeuse. Elle représentait saint Nicolas le Thaumaturge. Elle se trouve maintenant au musée de la ville de Mourom.

## Architecture
L'église Saint-Nicolas est un exemple d'interprétation locale du baroque moscovite dit aussi « baroque Narychkine ». Cette orientation se reflète surtout dans sa décoration. Par contre sa couverture par cinq coupoles est tout à fait traditionnelle. Les bulbes sont minces, légers pour correspondre à la relative étroitesse du bâtiment. Au pied des tambours qui les soutiennent, des arcatures en demi-cercle aux briques formant un liseré blanc. La coupole centrale est dorée et rehausse les tons jaunes de l'ensemble.
Le clocher octogonal qui précède est surmonté d'un coupole élégante et non d'un toit pointu, ce qui est rare. Il est percé de grandes ouvertures qui suivent les courbes de ses murs. Il est garni de liserés de briques blanchies.
Durant toute son existence l'église n'a jamais pu être restaurée du fait de la pauvreté de la paroisse. L'iconostase sculptée a été conservée dans son état initial jusqu'aux années 1960.

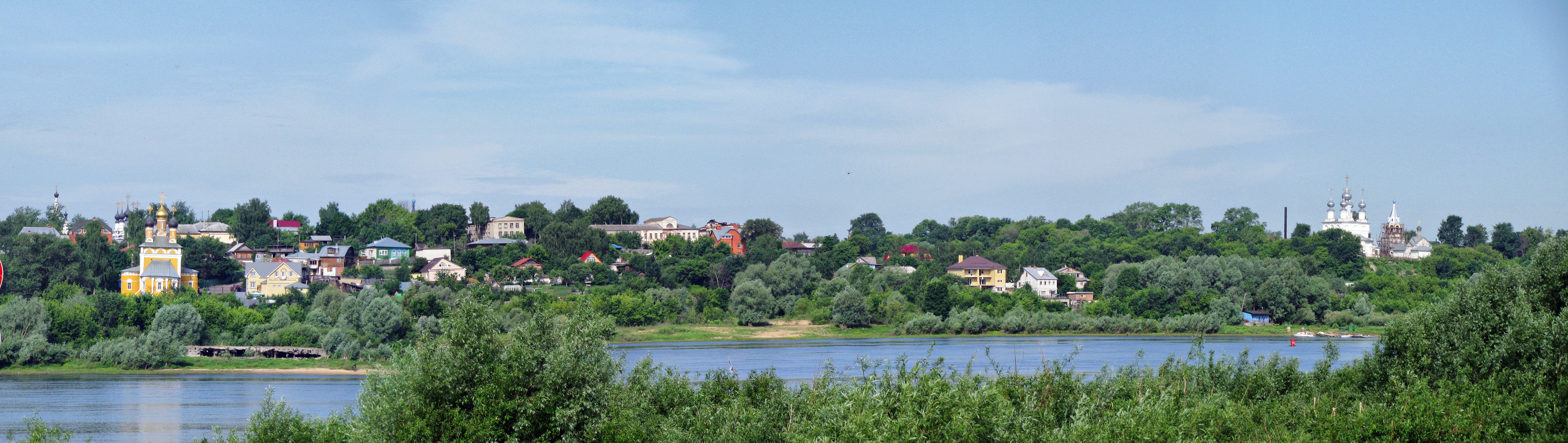
Vue de la rive droite de l'Oka. À gauche l'église Nicolas-Naberejnaia

## Église dans la tradition populaire
L'église Saint-Nicolas a été construite suivant l'ancienne tradition des églises qui  sont consacrées à ce saint, c'est-à-dire près de l'eau. La raison en est que saint Nicolas était honoré par le peuple des fidèles comme le protecteur de noyades et également des nageurs et des voyageurs.
En période de crue, quand les eaux de l'Oka débordent et montent jusqu'à la butte où se trouve l'église, les gens de Mourom ne manquent pas de dire : « Nicolas a les pieds mouillés ».

## Adresses
- Адрес: г. Муром, ул. Плеханова, 27а
- Телефон: (49234) 3-12-33

- (ru) Cet article est partiellement ou en totalité issu de l’article de Wikipédia en russe intitulé « Нико́ло-На́бережная це́рковь » (voir la liste des auteurs).

## Liens
- Церковь Николы Набережного